# ZRPSL EM-10
Die ZRPSL EM-10 Bielik ist ein leichtes zweisitziges militärisches Schulflugzeug des polnischen Herstellers Margański & Mysłowski.

## Konstruktion
Die beiden Piloten sitzen hintereinander im Cockpit auf Schleudersitzen. Die Kabine ist druckbelüftet. Die Maschine ist ein Tiefdecker mit doppeltem Seitenleitwerk. Das Fahrwerk ist einziehbar. Der Tragflügel, der mit einem überkritischen Profil versehen ist, besitzt Vorflügel und die Querruder dienen gleichzeitig als Landeklappen. In der Serie ist eine einfache Art von Schubvektorsteuerung vorgesehen. Der Rumpf besteht zum größten Teil aus Glasfaser-Composit-Werkstoffen. Der hintere Rumpf ist jedoch aus Aluminium gefertigt. Insgesamt ähnelt die Maschine stark einer verkleinerten F-18.
Der Erstflug fand am 4. Juni 2003 ab 17:28 Uhr Ortszeit statt.

## Technische Daten
| Kenngröße              | Daten                                                      |
| ---------------------- | ---------------------------------------------------------- |
| Besatzung              | 2                                                          |
| Länge                  | 9,00 m                                                     |
| Spannweite             | 6,60 m                                                     |
| Höhe                   | 2,50 m                                                     |
| Flügelfläche           | 11,9 m²                                                    |
| Flügelstreckung        | 3,7                                                        |
| Leermasse              | 1700 kg                                                    |
| max. Startmasse        | 2500 kg                                                    |
| Höchstgeschwindigkeit  | 1000 km/h                                                  |
| Mindestgeschwindigkeit | 155 km/h                                                   |
| Steigrate in Bodennähe | 75 m/s                                                     |
| Reichweite             | 2500 km                                                    |
| Triebwerke             | ein General Electric J85 Strahltriebwerk mit 13,5 kN Schub |